# Nannoperca oxleyana
Nannoperca oxleyana är en fiskart som beskrevs av Whitley, 1940. Nannoperca oxleyana ingår i släktet Nannoperca och familjen Percichthyidae. IUCN kategoriserar arten globalt som starkt hotad. Inga underarter finns listade i Catalogue of Life.